# Serie hipergeometrică fundamentală
În matematică, prin serie hipergeometrică fundamentală, câteodată numită și q-serie hipergeometrică, se înțelege generalizarea q-seriilor analoage a seriei hipergeometrice ordinare. În mod uzual sunt definite două serii fundamentale: seria hipergeometrică fundamentală unilaterală și seria hipergeometrică fundamentală bilaterală.
Numele i-a fost dat prin analogie cu seria hipergeometrică ordinară. O serie ordinară {\displaystyle \{x_{n}\}\,\!} este numită o serie ordinară hipergeometrică în cazul în care raportul dintre termenii succesivi {\displaystyle x_{n+1}/x_{n}\,\!} este o funcție rațională de n. Dar dacă raportul termenilor succesivi este o funcție rațională de {\displaystyle q^{n}\,\!}, atunci seria se numește serie hipergeometrică fundamentală.
Serie hipergeometrică fundamentală a fost luată în considerație pentru prima dată de Eduard Heine în secolul XIX, ca un mod de a capta caracteristicile comune ale funcției theta a lui Jacobi si ale funcției eliptice.

## Definiție
Seria hipergeometrică fundamentală unilaterală  este definită ca:
{\displaystyle \;_{j}\phi _{k}\left[{\begin{matrix}a_{1}&a_{2}&\ldots &a_{j}\\b_{1}&b_{2}&\ldots &b_{k}\end{matrix}};q,z\right]=\sum _{n=0}^{\infty }{\frac {(a_{1},a_{2},\ldots ,a_{j};q)_{n}}{(b_{1},b_{2},\ldots ,b_{k},q;q)_{n}}}\left((-1)^{n}q^{n \choose 2}\right)^{1+k-j}z^{n}}
unde 
{\displaystyle (a_{1},a_{2},\ldots ,a_{m};q)_{n}=(a_{1};q)_{n}(a_{2};q)_{n}\ldots (a_{m};q)_{n}}
este permutarea q-factorială. Cazul cel mai important se obține atunci când j = k+1, având forma:
{\displaystyle \;_{k+1}\phi _{k}\left[{\begin{matrix}a_{1}&a_{2}&\ldots &a_{k+1}\\b_{1}&b_{2}&\ldots &b_{k}\end{matrix}};q,z\right]=\sum _{n=0}^{\infty }{\frac {(a_{1},a_{2},\ldots ,a_{k+1};q)_{n}}{(b_{1},b_{2},\ldots ,b_{k},q;q)_{n}}}z^{n}.}
Seria hipergeometrică fundamentală bilaterală corespounde seriei hipergeometrice bilaterale și este definită ca:
{\displaystyle \;_{j}\psi _{k}\left[{\begin{matrix}a_{1}&a_{2}&\ldots &a_{j}\\b_{1}&b_{2}&\ldots &b_{k}\end{matrix}};q,z\right]=\sum _{n=-\infty }^{\infty }{\frac {(a_{1},a_{2},\ldots ,a_{j};q)_{n}}{(b_{1},b_{2},\ldots ,b_{k};q)_{n}}}\left((-1)^{n}q^{n \choose 2}\right)^{k-j}z^{n}.}
Cazul cel mai important se obține atunci când j = k, având forma:
{\displaystyle \;_{k}\psi _{k}\left[{\begin{matrix}a_{1}&a_{2}&\ldots &a_{k}\\b_{1}&b_{2}&\ldots &b_{k}\end{matrix}};q,z\right]=\sum _{n=-\infty }^{\infty }{\frac {(a_{1},a_{2},\ldots ,a_{k};q)_{n}}{(b_{1},b_{2},\ldots ,b_{k};q)_{n}}}z^{n}.}
Seria unilaterală poate fi obținută ca un caz special al celei bilaterale facând variabila b egală cu q, cel puțin atunci când nici una dintre variabilele a nu este o putere a lui q, caz în care toți termenii cu n < 0 vor dispărea.

## Serii simple
Expresiile câtorva serii simple includ:
{\displaystyle {\frac {z}{1-q}}\;_{2}\phi _{1}\left[{\begin{matrix}q\;q\\q^{2}\end{matrix}}\;;q,z\right]={\frac {z}{1-q}}+{\frac {z^{2}}{1-q^{2}}}+{\frac {z^{3}}{1-q^{3}}}+\ldots }
{\displaystyle {\frac {z}{1-q^{1/2}}}\;_{2}\phi _{1}\left[{\begin{matrix}q\;q^{1/2}\\q^{3/2}\end{matrix}}\;;q,z\right]={\frac {z}{1-q^{1/2}}}+{\frac {z^{2}}{1-q^{3/2}}}+{\frac {z^{3}}{1-q^{5/2}}}+\ldots }
{\displaystyle \;_{2}\phi _{1}\left[{\begin{matrix}q\;-1\\-q\end{matrix}}\;;q,z\right]=1+{\frac {2z}{1+q}}+{\frac {2z^{2}}{1+q^{2}}}+{\frac {2z^{3}}{1+q^{3}}}+\ldots .}

## Identități simple
{\displaystyle \;_{1}\phi _{0}(a;q,z)=\prod _{n=0}^{\infty }{\frac {1-aq^{n}z}{1-q^{n}z}}}
{\displaystyle \;_{1}\phi _{0}(a;q,z)={\frac {1-az}{1-z}}\;_{1}\phi _{0}(a;q,qz).}
Cazul special {\displaystyle a=0} este strâns legat de q-exponențial.

## Identitatea lui Ramanujan
Ramanujan a dat următoarea identitate:
{\displaystyle \;_{1}\psi _{1}\left[{\begin{matrix}a\\b\end{matrix}};q,z\right]=\sum _{n=-\infty }^{\infty }{\frac {(a;q)_{n}}{(b;q)_{n}}}={\frac {(b/a;q)_{\infty }\;(q;q)_{\infty }\;(q/az;q)_{\infty }\;(az;q)_{\infty }}{(b;q)_{\infty }\;(b/az;q)_{\infty }\;(q/a;q)_{\infty }\;(z;q)_{\infty }}}}
valabilă pentru {\displaystyle |q|<1\,\!} și {\displaystyle |b/a|<|z|<1\,\!}. Similar identitatea {\displaystyle \;_{6}\psi _{6}} a fost dată de Bailey. Astfel de identități pot fi înțelese ca o generalizare a teoremei produsului triplu al lui Jacobi, care poate fi scris folosind q-serii:
{\displaystyle \sum _{n=-\infty }^{\infty }q^{n(n+1)/2}z^{n}=(q;q)_{\infty }\;(-1/z;q)_{\infty }\;(-zq;q)_{\infty }.}
Ken Ono a dat următoarea serie de puteri formală:
{\displaystyle A(z;q){\stackrel {\rm {def}}{=}}{\frac {1}{1+z}}\sum _{n=0}^{\infty }{\frac {(z;q)_{n}}{(-zq;q)_{n}}}z^{n}=\sum _{n=0}^{\infty }(-1)^{n}z^{2n}q^{n^{2}}.}